# 基斯·麥洛連
基斯杜化·約翰·麥洛連（1992年7月30日—）為加拿大男子籃球運動員，司職中鋒，現時效力B聯賽球隊德島勇者。

## 職業生涯
2021年麥洛連前往香港效力南青，2022年4月因COVID-19疫情返回加拿大回鍋溫哥華強盜。
2023年3月14日，香港東方在東南亞職業籃球聯賽以2比1擊退西貢熱火奪冠，麥洛連獲選最佳防守球員。
2024年2月6日，香港東方以3比1拿下香港甲一籃球聯賽總冠軍，麥洛連抱走MVP殊榮。12月10日，香港東方啟用麥洛連作為球隊在PBA委員盃的外籍球員，麥洛連PBA首秀繳出32分、23籃板的表現。

## 外部連結
- 基斯·麥洛連在fiba.basketball（英语）
- 基斯·麥洛連在fiba3x3.com（英语）
- 基斯·麥洛連在Eurobasket.com（球員）（英语）
- 基斯·麥洛連在Proballers（英语）
- 基斯·麥洛連在RealGM（球員）（英语）
- 基斯·麥洛連在Flashscore（英语）